# Warrior (album)
Albums de Kesha
I Am the Dance Commander + I Command You to Dance: The Remix Album
(2011) Deconstructed
(2012)
Singles
1. Die Young
Sortie : 25 septembre 2012
2. C'Mon
Sortie : 7 janvier 2013
3. Crazy Kids
Sortie : 30 avril 2013

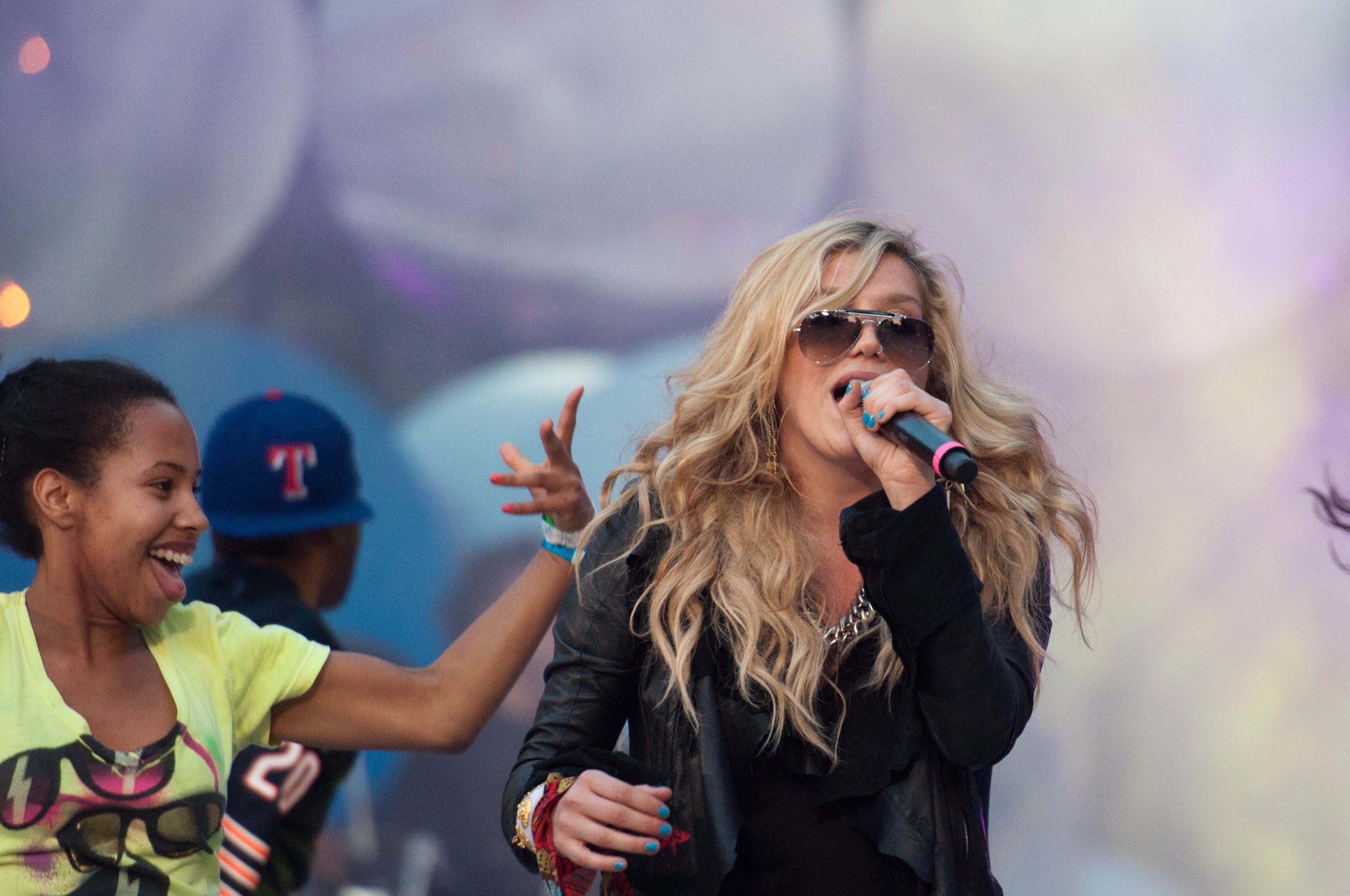
Kesha, auteure de l'album Warrior.

Warrior est le deuxième album studio de l'artiste américaine Kesha, sorti le 30 novembre 2012 sous le label RCA Records. Il donne suite à l'album Animal et à l'EP Cannibal, tous deux sortis en 2010.

## Développement
À l'origine, ce nouvel album devait s'intituler Spandex On The Distant Horizon mais Kesha souhaitait en premier lieu qu'il sonne très rock. Il est produit par Dr. Luke, Benny Blanco et Cirkut. Le premier extrait Die Young est coécrit par Nate Ruess, leader du groupe fun..
Élargissant son répertoire musical, Kesha commença à jouer de la guitare dans le but de l'intégrer dans son nouveau projet. En février 2012, pendant une interview pour le magazine Glamour, Kesha a déclaré que pendant qu'elle était en train d'écrire des chansons pour son album, elle a également pris des cours pour jouer de certains instruments de musique, soulignant spécifiquement qu'elle prenait des leçons de guitare.
L'écriture de l'album a débuté en 2011, tandis que l'enregistrement a démarré lors du premier trimestre 2012. Kesha annonce lors des MTV Video Music Awards 2012 et via son compte Twitter que la chanson Die Young serait le premier single de l'album, sorti le 25 septembre 2012,,.

## Singles
Le premier single, Die Young, sort le 25 septembre 2012. C'est un mélange de rock et de pop très rythmé. La chanson s'impose très vite comme un succès mondial et atteint la deuxième position du Billboard Hot 100. 
Le deuxième single, C'Mon, sort le 16 novembre 2012 en tant que single promotionnel et connait, au début, un succès assez mitigé, complètement éclipsé par le succès de Die Young. Mais quand Die Young commence à perdre sa popularité, C'Mon sort officiellement en tant que single, le 7 janvier 2013, connaît un bon succès et est bien accueilli par la critique, atteignant la 27e place du Billboard Hot 100 aux États-Unis, la 16e position au Canada mais passe totalement inaperçu en France. La vidéo pour C'Mon est sorti le 11 janvier 2013.
Le troisième single, Crazy Kids, est sorti le 30 avril 2013. Il est initialement annoncé le 17 avril que la version de l'album sera le troisième single de l'album, mais le 29 avril elle rend disponible pour les diffusions radio des remix avec trois rappeurs, Pitbull, Juicy J et will.i.am. La version avec will.i.am est la plus populaire et atteint la 40e position au Billboard Hot 100 aux États-Unis. Le vidéoclip de Crazy Kids sort le 29 mai 2013.

## Liste des pistes
| 1.    | Warrior                               | Kesha Sebert, Lukasz Gottwald, Max Martin, Pebe Sebert, Henry Walter           | Dr Luke, Cirkut, Emily Wright             | 4:00 |
| 2.    | Die Young                             | Kesha Sebert, Lukasz Gottwald, Benjamin Levin, Henry Walter, Nate Ruess        | Dr Luke, Cirkut, Benny Blanco, Nate Ruess | 3:31 |
| 3.    | C'Mon                                 | K. Sebert, Gottwald, Levin, Martin, Bonnie McKee, Walter                       | Dr Luke, Benny Blanco, Cirkut, Wright     | 3:34 |
| 4.    | Thinking of You                       | K. Sebert, Klas Åhlund, Gottwald, Levin, Ammar Malik, Dan Omelio, Walter       | Dr Luke, Benny Blanco, Cirkut, Wright     | 3:04 |
| 5.    | Crazy Kids                            | featuring will.i.am                                                            | Dr Luke, Benny Blanco, Cirkut             | 3:50 |
| 6.    | Wherever You Are                      | K. Sebert, Gottwald, Martin, Walter                                            | Dr Luke, Cirkut                           | 3:58 |
| 7.    | Dirty Love (featuring Iggy Pop)       | K. Sebert, Iggy Pop, Gottwald, P. Sebert, Matt Squire, Walter                  | Dr Luke, Cirkut, Squire                   | 2:44 |
| 8.    | Wonderland                            | K. Sebert, Gottwald, Allan Grigg, P. Sebert, Walter                            | Dr Luke, Kool Kojak, Cirkut, Wright       | 3:42 |
| 9.    | Only Wanna Dance with You             | K. Sebert, Gottwald, Martin, Walter                                            | Dr Luke, Martin, Cirkut, Steven Wolf      | 3:31 |
| 10.   | Supernatural                          | K. Sebert, Gottwald, Nik Kershaw, Levin, Martin, McKee, Walter                 | Dr Luke, Cirkut                           | 4:10 |
| 11.   | All That Matters (The Beautiful Life) | K. Sebert, Shellback, Martin, Savan Kotecha, Alexander Kronlund, Lukas Hilbert | Martin, Shellback                         | 3:37 |
| 12.   | Love Into the Light                   | K. Sebert, Greg Kurstin                                                        | Kurstin                                   | 4:46 |
| 44:27 |                                       |                                                                                |                                           |      |

| Édition deluxe - Pistes bonus | Édition deluxe - Pistes bonus | Édition deluxe - Pistes bonus                        | Édition deluxe - Pistes bonus  | Édition deluxe - Pistes bonus | Édition deluxe - Pistes bonus | Édition deluxe - Pistes bonus | Édition deluxe - Pistes bonus | Édition deluxe - Pistes bonus | Édition deluxe - Pistes bonus |
| No                            | Titre                         | Auteur                                               | Producteur(s)                  | Durée                         |                               |                               |                               |                               |                               |
| ----------------------------- | ----------------------------- | ---------------------------------------------------- | ------------------------------ | ----------------------------- | ----------------------------- | ----------------------------- | ----------------------------- | ----------------------------- | ----------------------------- |
| 13.                           | Last Goodbye                  | K. Sebert, Gottwald, Levin, Malik, Omelio, Walter    | Dr. Luke, Benny Blanco, Cirkut | 3:50                          |                               |                               |                               |                               |                               |
| 14.                           | Gold Trans Am                 | K. Sebert, Gottwald, Grigg, P. Sebert, Walter        | Dr. Luke, Kool Kojak, Cirkut   | 3:20                          |                               |                               |                               |                               |                               |
| 15.                           | Out Alive                     | K. Sebert, Joshua Coleman, Mathieu Jomphe, P. Sebert | Ammo, Billboard                | 3:31                          |                               |                               |                               |                               |                               |
| 16.                           | Past Lives                    | K. Sebert                                            | The Flaming Lips               | 3:35                          |                               |                               |                               |                               |                               |
| 58:43                         |                               |                                                      |                                |                               |                               |                               |                               |                               |                               |

## Certifications
| Pays              | Certification | Unités certifiées |
| ----------------- | ------------- | ----------------- |
| États-Unis (RIAA) | Platine       | 1 000 000         |